# Gran Premio motociclistico di Jugoslavia 1973
Il Gran Premio motociclistico di Jugoslavia fu il sesto appuntamento del motomondiale 1973.
Si svolse il 17 giugno 1973 presso il circuito di Abbazia alla presenza di circa 20.000 spettatori. Corsero tutte le categorie, meno i sidecar.
Le prove furono segnate da svariati incidenti: Walter Villa, da poco ripresosi dall'incidente di Monza, cadde procurandosi un trauma cranico e fratture alla clavicola e al braccio sinistro; Phil Read urtò un paracarro distruggendo la carena della sua MV Agusta; Alex George si schiantò contro un muro di roccia; János Reisz perse il controllo della sua Yamaha che prese fuoco.
Questi incidenti portarono i team MV Agusta e Arwidson-Yamaha (che schierava Teuvo Länsivuori) a decidere di non correre il GP, protesta che fu appoggiata anche dalla Federazione Motociclistica Italiana e dal Direttore Sportivo Yamaha Rodney Gould.
Per quanto riguarda le gare, la 50 fu agevolmente vinta da Jan de Vries nonostante una pessima partenza. Vittorie facili anche per Kent Andersson in 125 davanti all'altra Yamaha di Chas Mortimer e per Dieter Braun in 250. In 350 la lotta tra Braun e János Drapál si concluse con la vittoria dell'ungherese, mentre in 500 Kim Newcombe ottenne la sua prima vittoria iridata.

## Classe 500

### Arrivati al traguardo
| Pos. | Pilota              | Moto   | Tempo     | Punti |
| ---- | ------------------- | ------ | --------- | ----- |
| 1    | Kim Newcombe        | König  | 49' 21"   | 15    |
| 2    | Steve Ellis         | Yamaha | +1' 17"   | 12    |
| 3    | Gianfranco Bonera   | Suzuki | +1' 25" 1 | 10    |
| 4    | Seppo Kangasniemi   | Yamaha | +1' 49" 6 | 8     |
| 5    | Werner Giger        | Yamaha | +2' 07" 1 | 6     |
| 6    | Alex George         | Yamaha | +2' 22" 2 | 5     |
| 7    | Gyula Marsovszky    | Yamaha | +2' 26" 6 | 4     |
| 8    | Derek Lee           | Suzuki | +1 giro   | 3     |
| 9    | Ted Janssen         | König  | +1 giro   | 2     |
| 10   | Jérôme van Haeltert | Suzuki | +1 giro   | 1     |
| 11   | Sergio Baroncini    | Ducati | +1 giro   |       |
| 12   | David Harris        | Suzuki | +2 giri   |       |
| 13   | Armando Toracca     | Paton  | +3 giri   |       |
| 14   | Paul Eickelberg     | König  | +5 giri   |       |

### Ritirati
| Pilota               | Moto      | Motivo ritiro |
| -------------------- | --------- | ------------- |
| Roberto Gallina      | Paton     |               |
| Billie Nelson        | Yamaha    |               |
| Silvano Bertarelli   | Paton     |               |
| János Drapál         | Yamaha    |               |
| Jack Findlay         | Suzuki    |               |
| Kai Kuparinen        | Kawasaki  |               |
| Charlie Dobson       | Kawasaki  |               |
| Tapio Virtanen       | Yamaha    |               |
| Sven-Olof Gunnarsson | Kawasaki  |               |
| Kurt-Harald Florin   | König     |               |
| Børge Nielsen        | Yamaha    |               |
| Bosse Granath        | Husqvarna |               |
| Kurt-Ivan Carlsson   | Yamaha    |               |

### Non partiti
| Pilota           | Moto      |
| ---------------- | --------- |
| Giacomo Agostini | MV Agusta |
| Teuvo Länsivuori | Yamaha    |
| Phil Read        | MV Agusta |

## Classe 350

### Arrivati al traguardo
| Pos | Pilota               | Moto   | Tempo     | Punti |
| --- | -------------------- | ------ | --------- | ----- |
| 1   | János Drapál         | Yamaha | 47' 38" 3 | 15    |
| 2   | Dieter Braun         | Yamaha | +9" 6     | 12    |
| 3   | John Dodds           | Yamaha | +31" 2    | 10    |
| 4   | Kent Andersson       | Yamaha | +45"      | 8     |
| 5   | Eduardo Celso-Santos | Yamaha | +50" 5    | 6     |
| 6   | Marcel Ankoné        | Yamsel |           | 5     |
| 7   | Werner Pfirter       | Yamaha |           | 4     |
| 8   | Pentti Korhonen      | Yamaha |           | 3     |
| 9   | Silvio Grassetti     | MZ     |           | 2     |
| 10  | Kurt-Ivan Carlsson   | Yamaha |           | 1     |

## Classe 250

### Arrivati al traguardo
| Pos | Pilota               | Moto   | Tempo     | Punti |
| --- | -------------------- | ------ | --------- | ----- |
| 1   | Dieter Braun         | Yamaha | 48' 50"   | 15    |
| 2   | Silvio Grassetti     | MZ     | +28"      | 12    |
| 3   | Roberto Gallina      | Yamaha | +32" 2    | 10    |
| 4   | Mario Lega           | Yamaha | +44" 5    | 8     |
| 5   | Chas Mortimer        | Yamaha | +1' 23" 5 | 6     |
| 6   | Eduardo Celso-Santos | Yamaha |           | 5     |
| 7   | John Dodds           | Yamaha |           | 4     |
| 8   | Werner Pfirter       | Yamaha |           | 3     |
| 9   | Matti Salonen        | Yamaha |           | 2     |
| 10  | Jan Huberts          | Yamaha |           | 1     |

## Classe 125

### Arrivati al traguardo
| Pos | Pilota            | Moto        | Tempo     | Punti |
| --- | ----------------- | ----------- | --------- | ----- |
| 1   | Kent Andersson    | Yamaha      | 44' 33" 2 | 15    |
| 2   | Chas Mortimer     | Yamaha      | +36" 6    | 12    |
| 3   | Jos Schurgers     | Bridgestone | +40" 8    | 10    |
| 4   | Eugenio Lazzarini | Piovaticci  | +41" 2    | 8     |
| 5   | Harald Bartol     | Suzuki      | +1' 31" 9 | 6     |
| 6   | Rolf Minhoff      | Maico       |           | 5     |
| 7   | Luigi Rinaudo     | Yamaha      |           | 4     |
| 8   | Gianni Ribuffo    | LGM         |           | 3     |
| 9   | Géza Repitz       | MZ          |           | 2     |
| 10  | Paul Eickelberg   | Maico       |           | 1     |

## Classe 50

### Arrivati al traguardo
| Pos | Pilota             | Moto     | Tempo     | Punti |
| --- | ------------------ | -------- | --------- | ----- |
| 1   | Jan de Vries       | Kreidler | 44' 11" 5 | 15    |
| 2   | Ulrich Graf        | Kreidler | +1' 00" 2 | 12    |
| 3   | Stefan Dörflinger  | Kreidler | +1' 11"   | 10    |
| 4   | Harald Bartol      | Kreidler | +1' 27" 4 | 8     |
| 5   | Herbert Rittberger | Kreidler | +1' 36" 8 | 6     |
| 6   | Lars Persson       | Monark   |           | 5     |
| 7   | Adrijan Bernetič   | Tomos    |           | 4     |
| 8   | Luigi Rinaudo      | Tomos    |           | 3     |
| 9   | Juan Bordons       | Derbi    |           | 2     |
| 10  | Ricardo Tormo      | Derbi    |           | 1     |